# 이함
이함 또는 이감(李椷, 1677년 ∼ 1730년)은 조선후기의 왕족 출신 관원으로 이인좌의 난(李麟佐亂) 후에 다시 궁궐 침입하여 방화를 모이한 최필웅(崔必雄)의 난으로 피화(被禍)된 종친이다. 초명은 극(極)이다. 덕흥대원군의 5대손이다.

## 생애
조선후기의 왕족 출신 관원으로 본관은 전주, 휘는 함(감)(椷)이고, 초명은 극(極)이다. 덕흥대원군의 5대손이며, 종실 풍래군 이번의 손자이다. 아버지는 의금부 도사 이인한(李仁漢)이다.
부인은 증 이조참판 오수량(吳遂良)의 딸로 해주오씨(海州吳氏)이다.
의금부 도사 인한의 6남으로 정사(丁巳) 1677년(숙종 3) 탄생하였다. 호동(壺洞) 이서방(李書房)이라고 불리었으며, 1728년(영조 4) 12월 11일 준원전 참봉(濬源殿 參奉)을 역임하였다.
이인좌의 난(李麟佐亂, 戊申亂, 무신사태) 후에 1730년(영조 6) 궁궐 침입하여 방화를 모이한 최필웅(崔必雄)의 난으로 즉 정수명(鄭守命), 최필웅(崔必雄) 등과 종실(宗室) 학성군(鶴城君)을 추대(推戴)하여 모반하였다는 무고에 연루되어 가진 고문을 받고, 이해 6월 16일 향년 54세로 피화(被禍)되었다.
이 사건으로 아들 세열(世說)은 이해 5월 11일 국문 도중 고문을 못 이기고 별세하였고, 나머지 가족들은 연좌되어 처자(妻子, 해주오씨와 세윤(世尹))는 종이 되고, 가산(家産)은 적몰(籍沒)되었다.
1864년(고종 1) 7월 18일 신원되었고, 1872년(고종 9) 12월 초2일 후사(後嗣)가 없어 고종의 명으로 태종의 장남 양녕대군 이제(讓寧大君 李禔)의 후손 이상하(李相夏)의 아들 이석유(李奭裕)를 후사(後嗣)로 세웠으나 파양되었다.

## 가족관계
- 조부 : 풍래군 이번
- 아버지 : 이인한(李仁漢)
- 부인 : 해주오씨(海州吳氏), 증 이조참판 오수량(吳遂良)의 딸.
  - 아들 : 이세윤(李世尹)
  - 아들 : 이세열(李世說)
  - 딸 : 이씨, 진사 한산인 이양수(李養粹)에게 출가.